# Tony Medeiros
Tony Medeiros, nome artístico de João Wellington de Medeiros Cursino (Parintins, 2 de Novembro de 1964) é um cantor, compositor, poeta popular, arte educador e ex-deputado Estadual. É considerado um dos mais conceituados compositores do Amazonas. 

### Biografia
Tony Medeiros, quando deputado estadual, foi um político experiente na defesa dos interesses dos municípios do interior do Amazonas. É Técnico em agropecuária, graduado em Educação Artística com habilitação plena em música pela Universidade Federal do Amazonas (Ufam) e pós graduado em Tecnologia da Educação. Como artista iniciou sua carreira em 1985 e cantou em palcos de vários lugares do Brasil e do mundo. É filho de Wilson de Souza Cursino (in memorian) e Geny de Medeiros Cursino (in memorian). Casado com Adeandra Medeiros e pai de quatro filhos. 

### Atuação Política
Foi presidente da Fundação Villa Lobos, secretário de cultura e secretário especial da Prefeitura de Manaus. Com 18.602 votos Tony Medeiros foi eleito deputado estadual (2010-2014). Na Assembleia Legislativa do Estado Amazonas foi presidente da comissão de Assuntos Municipais, Presidente da frente parlamentar "Pró-Cultura, e membro da comissão de agricultura, Abastecimento e Desenvolvimento Rural e titular das comissões de Meio Ambiente e Desenvolvimento Regional e Sustentável, Educação, Cultura e Assuntos Indígenas e de Geodiversidade, Recursos Hídricos, Minas, Gás e Energia. 
Foi secretário de Cultura, Turismo e Meio Ambiente da Prefeitura municipal de Parintins e vice-prefeito na gestão (2017-2020) e reeleito juntamente com o Prefeito Frank Bi Garcia para a gestão (2021-2024). Com o apoio de 16.403 eleitores, Tony Medeiros retornou para a Assembleia Legislativa do Estado do Amazonas em 2021, assumindo novamente o cargo de deputado estadual e suas bandeiras na área do turismo, cultura, setor primário e desenvolvimento econômico do interior. 

### Atuação Artística
Como artista iniciou sua carreira em 1985 quando fundou o grupo Ajuri e ganhou em 1º lugar no 4º Festival da Canção em Parintins. Estudou durante 4 anos no conservatório de música da Universidade Federal da Paraíba. Cantou em palcos de vários lugares do Brasil e do mundo. Tony Medeiros já esteve no Festival de Música Popular da Espanha, em Madrid. Cantou no show especial Brasil 500 anos realizado no estádio "Parc des Princes", em Paris na França a convite da Presidência da República do Brasil na ocasião da visita do então Presidente da África do Sul, Nelson Mandela, também se apresentou em Nova York. Esteve presente nos palcos do show “Criança Esperança” idealizado pela TV Globo. 
É considerado um dos mais conceituados compositores parintinense e um dos artistas mais importantes do estado do Amazonas. Foi amo do boi Garantido por 23 anos, e viveu a geração de ouro, junto com Paulinho Faria, David Assayag, Arlindo Júnior e Klinger Araújo. Grande incentivador e divulgador da cultura local, Tony Medeiros é também um estudioso dos povos indígenas da Amazônia e em suas músicas e composições sempre descreve o cotidiano como um defensor dos povos tradicionais da região. 